# 蘇原町
蘇原町（そはらちょう）は、かって岐阜県稲葉郡にあった町である。旧各務郡。現在の各務原市蘇原地区。
本来ならば蘇原町の「蘇」の文字は「蘓」と表記されるのが正しいが、常用漢字から外れたため、「蘇」の文字を使用するに至った。
この地域は各務原台地の上にあり、原野が広がっていた。1876年に陸軍第三師団砲兵演習場が設置され、1917年に陸軍各務原飛行場が設置されると軍需工場が発展する。太平洋戦争が激しくなると、これらの軍需工場の労働者で人口は増加し、大字三柿野には市街地が形成され、1943年に町制が施行された。

## 大字
- 宮代
- 大島
- 島崎
- 伊吹
- 古市場
- 飛鳥
- 持田
- 坂井
- 東島
- 熊田
- 野口
- 吉兵衛新田
- 三柿野

### 大字三柿野の通称地名
※蘓原町全図　昭和二十八年六月修正作図より
- 旭東
- 旭西
- 沢上町
- 村雨町
- 希望町
- 村上町
- 早苗町
- 旭
- 旭ヶ丘
- 柿沢町
- 菊園町
- 栄町
- 瑞雲町
- 駅前
- 興亜町
- 月丘町
- 緑町
- 六軒町
- 三柿野町
- 三柿野東部

## 歴史
- 江戸時代末期、この地域は美濃国各務郡であり、天領、尾張藩領、旗本領であった。
- 1884年（明治17年） -
  - 伊飛島村、和合村、大宮村、古市場村、持田村で組合役場を伊飛島村に設置[2]。
  - 三柿野村、下切村、前渡村で組合役場を前渡村に設置[2]。
- 1889年（明治22年） - 下切村が山脇村と合併し若宮村が発足。三柿野村、下切村、前渡村組合役場は消滅し、三柿野村は伊飛島村、和合村、大宮村、古市場村、持田村の組合役場に合流する[2]。
- 1897年（明治30年）4月1日[3] - 厚見郡、各務郡、方県郡の一部が合併し、稲葉郡となる。
- 1897年（明治30年）4月1日 - 伊飛島村、和合村、大宮村、古市場村、持田村、三柿野村が合併し、蘇原村となる。
- 1935年（昭和10年） - 国勢調査による人口は4,690人。
- 1937年（昭和12年） - 川崎造船所飛行機部（後の川崎航空機工業）各務原分工場が各務原工場に昇格。社員及びその家族が、兵庫県から蘇原村に建設された社宅に移り、人口の著しい増加が始まる。
- 1940年（昭和15年） - 国勢調査による人口は7,084人。
- 1943年（昭和18年）4月1日 - 町制施行、蘇原町となる[4]。市街地が形成された大字三柿野に通称地名をおく[5]。
- 1963年（昭和38年）4月1日 - 那加町、鵜沼町、稲羽町と合併し各務原市が発足。同日蘇原町廃止。同時に稲葉郡消滅。

## 交通機関
- 国鉄高山本線
  - 蘇原駅
- 名古屋鉄道各務原線
  - 六軒駅・三柿野駅

## 学校
- 蘇原町立蘇原小学校（現・各務原市立蘇原第一小学校）
- 蘇原町立蘇原中学校（現・各務原市立蘇原中学校）

## 神社・仏閣

### 神社
- 加佐美神社（古市場）
- 飛鳥田神社（飛鳥）
- 神明神社（野口）
- 稲荷神社（柿沢町）
- 八坂神社（伊吹）
- 神明神社（古市場）
- 若宮八幡神社（宮代）
- 稲荷神社（大島）
- 神明神社（島崎）
- 津島神社（飛鳥）
- 白山神社（持田）
- 日吉神社（熊田）
- 津島神社（東島）
- 八幡神社（坂井）
- 神明神社（六軒町）
- 八幡神社（興亜町）
- 稲荷神社（吉兵衛新田）
- 旭神社（旭）